# Gran Camiño 2022
Gran Camiño 2022 var den 1. udgave af det spanske etapeløb Gran Camiño. Cykelløbets fire etaper blev kørt fra 24. februar hvor det startede i O Porriño, til 27. februar 2022 hvor løbet sluttede i Sarria. Løbet var en del UCI Europe Tour 2022. Den samlede vinder af løbet blev spanske Alejandro Valverde fra Movistar Team.

## Etaperne
| Etape    | Dato     | Start – Mål                    | type              | Afstand (km) | Etapevinder        | Førende rytter     |
| -------- | -------- | ------------------------------ | ----------------- | ------------ | ------------------ | ------------------ |
| 1. etape | 24. feb. | O Porriño – Vigo               | flad etape        | 165          | Magnus Cort        | Magnus Cort        |
| 2. etape | 25. feb. | Bertamiráns – Mirador de Ézaro | kuperet etape     | 177,6        | Michael Woods      | Michael Woods      |
| 3. etape | 26. feb. | Maceda – Luíntra               | middel bjergetape | 148,4        | Alejandro Valverde | Michael Woods      |
| 4. etape | 27. feb. | Sarria – Sarria                | enkeltstart       | 15,8         | Mark Padun         | Alejandro Valverde |

### 1. etape
| O Porriño - Vigo | flad etape | (165 km) |

| \| Etaperesultat \| Etaperesultat \| Etaperesultat \| Etaperesultat \| Etaperesultat \| \| Rytter \| Rytter \| Hold \| Tid \| \| \| ------------- \| ------------------ \| ------------------------------------ \| ------------- \| ------------- \| \| 1. \| Magnus Cort \| EF Education-EasyPost \| 3t 56' 59" \| \| \| 2. \| Giovanni Lonardi \| Eolo-Kometa \| + 0" \| \| \| 3. \| Alejandro Valverde \| Movistar Team \| + 0" \| \| \| 4. \| Orluis Aular \| Caja Rural-Seguros RGA \| + 0" \| \| \| 5. \| Daniel Freitas \| Rádio Popular-Paredes-Boavista \| + 0" \| \| \| 6. \| Gonzalo Serrano \| Movistar Team \| + 0" \| \| \| 7. \| Fernando Barceló \| Caja Rural-Seguros RGA \| + 0" \| \| \| 8. \| Filippo Fiorelli \| Bardiani CSF Faizanè \| + 0" \| \| \| 9. \| Stephen Bassett \| Human Powered Health \| + 0" \| \| \| 10. \| Delio Fernández \| Atum General-Tavira-Maria Nova Hotel \| + 0" \| \| |                    |                                      |            |
| |                    |                                      |            |
| Kilde: ProCyclingStats |                    |                                      |            |
| Etaperesultat |                    |                                      |            |
| Rytter | Rytter             | Hold                                 | Tid        |
| 1. | Magnus Cort        | EF Education-EasyPost                | 3t 56' 59" |
| 2. | Giovanni Lonardi   | Eolo-Kometa                          | + 0"       |
| 3. | Alejandro Valverde | Movistar Team                        | + 0"       |
| 4. | Orluis Aular       | Caja Rural-Seguros RGA               | + 0"       |
| 5. | Daniel Freitas     | Rádio Popular-Paredes-Boavista       | + 0"       |
| 6. | Gonzalo Serrano    | Movistar Team                        | + 0"       |
| 7. | Fernando Barceló   | Caja Rural-Seguros RGA               | + 0"       |
| 8. | Filippo Fiorelli   | Bardiani CSF Faizanè                 | + 0"       |
| 9. | Stephen Bassett    | Human Powered Health                 | + 0"       |
| 10. | Delio Fernández    | Atum General-Tavira-Maria Nova Hotel | + 0"       |

| \| Samlede stilling \| Samlede stilling \| Samlede stilling \| Samlede stilling \| Samlede stilling \| \| Rytter \| Rytter \| Hold \| Tid \| \| \| ---------------- \| ------------------ \| ---------------------- \| ---------------- \| ---------------- \| \| 1. \| Magnus Cort \| EF Education-EasyPost \| 3t 56' 49" \| \| \| 2. \| Giovanni Lonardi \| Eolo-Kometa \| + 4" \| \| \| 3. \| Alejandro Valverde \| Movistar Team \| + 6" \| \| \| 4. \| José Gonçalves \| W52-FC Porto \| + 7" \| \| \| 5. \| Adrià Moreno \| Burgos-BH \| + 7" \| \| \| 6. \| Rubén Fernández \| Cofidis \| + 8" \| \| \| 7. \| Antonio Angulo \| Euskaltel-Euskadi \| + 8" \| \| \| 8. \| Jetse Bol \| Burgos-BH \| + 9" \| \| \| 9. \| Jon Barrenetxea \| Caja Rural-Seguros RGA \| + 9" \| \| \| 10. \| Orluis Aular \| Caja Rural-Seguros RGA \| + 10" \| \| |                    |                        |            |
| |                    |                        |            |
| Kilde: ProCyclingStats |                    |                        |            |
| Samlede stilling |                    |                        |            |
| Rytter | Rytter             | Hold                   | Tid        |
| 1. | Magnus Cort        | EF Education-EasyPost  | 3t 56' 49" |
| 2. | Giovanni Lonardi   | Eolo-Kometa            | + 4"       |
| 3. | Alejandro Valverde | Movistar Team          | + 6"       |
| 4. | José Gonçalves     | W52-FC Porto           | + 7"       |
| 5. | Adrià Moreno       | Burgos-BH              | + 7"       |
| 6. | Rubén Fernández    | Cofidis                | + 8"       |
| 7. | Antonio Angulo     | Euskaltel-Euskadi      | + 8"       |
| 8. | Jetse Bol          | Burgos-BH              | + 9"       |
| 9. | Jon Barrenetxea    | Caja Rural-Seguros RGA | + 9"       |
| 10. | Orluis Aular       | Caja Rural-Seguros RGA | + 10"      |

### 2. etape
| Bertamiráns - Mirador de Ézaro | kuperet etape | (177,6 km) |

| \| Etaperesultat \| Etaperesultat \| Etaperesultat \| Etaperesultat \| Etaperesultat \| \| Rytter \| Rytter \| Hold \| Tid \| \| \| ------------- \| -------------------------- \| ------------------------------------ \| ------------- \| ------------- \| \| 1. \| Michael Woods \| Israel-Premier Tech \| 4t 35' 52" \| \| \| 2. \| Alejandro Valverde \| Movistar Team \| + 16" \| \| \| 3. \| Rubén Fernández \| Cofidis \| + 37" \| \| \| 4. \| Iván Sosa \| Movistar Team \| + 37" \| \| \| 5. \| Jakob Fuglsang \| Israel-Premier Tech \| + 39" \| \| \| 6. \| Jefferson Alexander Cepeda \| Drone Hopper-Androni Giocattoli \| + 39" \| \| \| 7. \| Delio Fernández \| Atum General-Tavira-Maria Nova Hotel \| + 42" \| \| \| 8. \| José Neves \| W52-FC Porto \| + 45" \| \| \| 9. \| Davide Villella \| Cofidis \| + 45" \| \| \| 10. \| Eduardo Sepúlveda \| Drone Hopper-Androni Giocattoli \| + 45" \| \| |                            |                                      |            |
| |                            |                                      |            |
| Kilde: ProCyclingStats |                            |                                      |            |
| Etaperesultat |                            |                                      |            |
| Rytter | Rytter                     | Hold                                 | Tid        |
| 1. | Michael Woods              | Israel-Premier Tech                  | 4t 35' 52" |
| 2. | Alejandro Valverde         | Movistar Team                        | + 16"      |
| 3. | Rubén Fernández            | Cofidis                              | + 37"      |
| 4. | Iván Sosa                  | Movistar Team                        | + 37"      |
| 5. | Jakob Fuglsang             | Israel-Premier Tech                  | + 39"      |
| 6. | Jefferson Alexander Cepeda | Drone Hopper-Androni Giocattoli      | + 39"      |
| 7. | Delio Fernández            | Atum General-Tavira-Maria Nova Hotel | + 42"      |
| 8. | José Neves                 | W52-FC Porto                         | + 45"      |
| 9. | Davide Villella            | Cofidis                              | + 45"      |
| 10. | Eduardo Sepúlveda          | Drone Hopper-Androni Giocattoli      | + 45"      |

| \| Samlede stilling \| Samlede stilling \| Samlede stilling \| Samlede stilling \| Samlede stilling \| \| Rytter \| Rytter \| Hold \| Tid \| \| \| ---------------- \| -------------------------- \| ------------------------------------ \| ---------------- \| ---------------- \| \| 1. \| Michael Woods \| Israel-Premier Tech \| 8t 32' 40" \| \| \| 2. \| Alejandro Valverde \| Movistar Team \| + 17" \| \| \| 3. \| Rubén Fernández \| Cofidis \| + 42" \| \| \| 4. \| Iván Sosa \| Movistar Team \| + 48" \| \| \| 5. \| Jefferson Alexander Cepeda \| Drone Hopper-Androni Giocattoli \| + 50" \| \| \| 6. \| Jakob Fuglsang \| Israel-Premier Tech \| + 50" \| \| \| 7. \| Delio Fernández \| Atum General-Tavira-Maria Nova Hotel \| + 53" \| \| \| 8. \| Roger Adrià \| Equipo Kern Pharma \| + 56" \| \| \| 9. \| Filippo Zana \| Bardiani CSF Faizanè \| + 56" \| \| \| 10. \| José Neves \| W52-FC Porto \| + 56" \| \| |                            |                                      |            |
| |                            |                                      |            |
| Kilde: ProCyclingStats |                            |                                      |            |
| Samlede stilling |                            |                                      |            |
| Rytter | Rytter                     | Hold                                 | Tid        |
| 1. | Michael Woods              | Israel-Premier Tech                  | 8t 32' 40" |
| 2. | Alejandro Valverde         | Movistar Team                        | + 17"      |
| 3. | Rubén Fernández            | Cofidis                              | + 42"      |
| 4. | Iván Sosa                  | Movistar Team                        | + 48"      |
| 5. | Jefferson Alexander Cepeda | Drone Hopper-Androni Giocattoli      | + 50"      |
| 6. | Jakob Fuglsang             | Israel-Premier Tech                  | + 50"      |
| 7. | Delio Fernández            | Atum General-Tavira-Maria Nova Hotel | + 53"      |
| 8. | Roger Adrià                | Equipo Kern Pharma                   | + 56"      |
| 9. | Filippo Zana               | Bardiani CSF Faizanè                 | + 56"      |
| 10. | José Neves                 | W52-FC Porto                         | + 56"      |

### 3. etape
| Maceda - Luíntra | middel bjergetape | (148,4 km) |

| \| Etaperesultat \| Etaperesultat \| Etaperesultat \| Etaperesultat \| Etaperesultat \| \| Rytter \| Rytter \| Hold \| Tid \| \| \| ------------- \| ------------------------ \| ---------------------- \| ------------- \| ------------- \| \| 1. \| Alejandro Valverde \| Movistar Team \| 3t 42' 42" \| \| \| 2. \| Michael Woods \| Israel-Premier Tech \| + 0" \| \| \| 3. \| Iván Sosa \| Movistar Team \| + 0" \| \| \| 4. \| Igor Arrieta \| Equipo Kern Pharma \| + 51" \| \| \| 5. \| Mark Padun \| EF Education-EasyPost \| + 51" \| \| \| 6. \| Jon Izagirre \| Cofidis \| + 51" \| \| \| 7. \| Rubén Fernández \| Cofidis \| + 51" \| \| \| 8. \| Filippo Zana \| Bardiani CSF Faizanè \| + 1' 31" \| \| \| 9. \| Urko Berrade \| Equipo Kern Pharma \| + 1' 31" \| \| \| 10. \| Jefferson Alveiro Cepeda \| Caja Rural-Seguros RGA \| + 1' 31" \| \| |                          |                        |            |
| |                          |                        |            |
| Kilde: ProCyclingStats |                          |                        |            |
| Etaperesultat |                          |                        |            |
| Rytter | Rytter                   | Hold                   | Tid        |
| 1. | Alejandro Valverde       | Movistar Team          | 3t 42' 42" |
| 2. | Michael Woods            | Israel-Premier Tech    | + 0"       |
| 3. | Iván Sosa                | Movistar Team          | + 0"       |
| 4. | Igor Arrieta             | Equipo Kern Pharma     | + 51"      |
| 5. | Mark Padun               | EF Education-EasyPost  | + 51"      |
| 6. | Jon Izagirre             | Cofidis                | + 51"      |
| 7. | Rubén Fernández          | Cofidis                | + 51"      |
| 8. | Filippo Zana             | Bardiani CSF Faizanè   | + 1' 31"   |
| 9. | Urko Berrade             | Equipo Kern Pharma     | + 1' 31"   |
| 10. | Jefferson Alveiro Cepeda | Caja Rural-Seguros RGA | + 1' 31"   |

| \| Samlede stilling \| Samlede stilling \| Samlede stilling \| Samlede stilling \| Samlede stilling \| \| Rytter \| Rytter \| Hold \| Tid \| \| \| ---------------- \| ------------------------ \| ---------------------- \| ---------------- \| ---------------- \| \| 1. \| Michael Woods \| Israel-Premier Tech \| 12t 15' 16" \| \| \| 2. \| Alejandro Valverde \| Movistar Team \| + 10" \| \| \| 3. \| Iván Sosa \| Movistar Team \| + 50" \| \| \| 4. \| Rubén Fernández \| Cofidis \| + 1' 39" \| \| \| 5. \| Igor Arrieta \| Equipo Kern Pharma \| + 2' 07" \| \| \| 6. \| Mark Padun \| EF Education-EasyPost \| + 2' 09" \| \| \| 7. \| Jon Izagirre \| Cofidis \| + 2' 21" \| \| \| 8. \| Filippo Zana \| Bardiani CSF Faizanè \| + 2' 33" \| \| \| 9. \| Jefferson Alveiro Cepeda \| Caja Rural-Seguros RGA \| + 2' 33" \| \| \| 10. \| Urko Berrade \| Equipo Kern Pharma \| + 2' 52" \| \| |                          |                        |             |
| |                          |                        |             |
| Kilde: ProCyclingStats |                          |                        |             |
| Samlede stilling |                          |                        |             |
| Rytter | Rytter                   | Hold                   | Tid         |
| 1. | Michael Woods            | Israel-Premier Tech    | 12t 15' 16" |
| 2. | Alejandro Valverde       | Movistar Team          | + 10"       |
| 3. | Iván Sosa                | Movistar Team          | + 50"       |
| 4. | Rubén Fernández          | Cofidis                | + 1' 39"    |
| 5. | Igor Arrieta             | Equipo Kern Pharma     | + 2' 07"    |
| 6. | Mark Padun               | EF Education-EasyPost  | + 2' 09"    |
| 7. | Jon Izagirre             | Cofidis                | + 2' 21"    |
| 8. | Filippo Zana             | Bardiani CSF Faizanè   | + 2' 33"    |
| 9. | Jefferson Alveiro Cepeda | Caja Rural-Seguros RGA | + 2' 33"    |
| 10. | Urko Berrade             | Equipo Kern Pharma     | + 2' 52"    |

### 4. etape
| Sarria - Sarria | enkeltstart | (15,8 km) |

| \| Etaperesultat \| Etaperesultat \| Etaperesultat \| Etaperesultat \| Etaperesultat \| \| Rytter \| Rytter \| Hold \| Tid \| \| \| ------------- \| ------------------ \| --------------------- \| ------------- \| ------------- \| \| 1. \| Mark Padun \| EF Education-EasyPost \| 20' 19" \| \| \| 2. \| Jesús Herrada \| Cofidis \| + 5" \| \| \| 3. \| Alejandro Valverde \| Movistar Team \| + 10" \| \| \| 4. \| Jon Izagirre \| Cofidis \| + 10" \| \| \| 5. \| Derek Gee \| Israel-Premier Tech \| + 11" \| \| \| 6. \| José Neves \| W52-FC Porto \| + 16" \| \| \| 7. \| Nelson Oliveira \| Movistar Team \| + 17" \| \| \| 8. \| Urko Berrade \| Equipo Kern Pharma \| + 22" \| \| \| 9. \| Carlos Canal \| Euskaltel-Euskadi \| + 26" \| \| \| 10. \| Michael Woods \| Israel-Premier Tech \| + 27" \| \| |                    |                       |         |
| |                    |                       |         |
| Kilde: ProCyclingStats |                    |                       |         |
| Etaperesultat |                    |                       |         |
| Rytter | Rytter             | Hold                  | Tid     |
| 1. | Mark Padun         | EF Education-EasyPost | 20' 19" |
| 2. | Jesús Herrada      | Cofidis               | + 5"    |
| 3. | Alejandro Valverde | Movistar Team         | + 10"   |
| 4. | Jon Izagirre       | Cofidis               | + 10"   |
| 5. | Derek Gee          | Israel-Premier Tech   | + 11"   |
| 6. | José Neves         | W52-FC Porto          | + 16"   |
| 7. | Nelson Oliveira    | Movistar Team         | + 17"   |
| 8. | Urko Berrade       | Equipo Kern Pharma    | + 22"   |
| 9. | Carlos Canal       | Euskaltel-Euskadi     | + 26"   |
| 10. | Michael Woods      | Israel-Premier Tech   | + 27"   |

## Resultater

### Samlede stilling
| \| Samlede stilling \| Samlede stilling \| Samlede stilling \| Samlede stilling \| Samlede stilling \| \| Rytter \| Rytter \| Hold \| Tid \| \| \| ---------------- \| ------------------ \| --------------------- \| ---------------- \| ---------------- \| \| 1. \| Alejandro Valverde \| Movistar Team \| 12t 35' 55" \| \| \| 2. \| Michael Woods \| Israel-Premier Tech \| + 7" \| \| \| 3. \| Mark Padun \| EF Education-EasyPost \| + 1' 49" \| \| \| 4. \| Rubén Fernández \| Cofidis \| + 1' 55" \| \| \| 5. \| Iván Sosa \| Movistar Team \| + 1' 57" \| \| \| 6. \| Jon Izagirre \| Cofidis \| + 2' 11" \| \| \| 7. \| Igor Arrieta \| Equipo Kern Pharma \| + 2' 35" \| \| \| 8. \| Urko Berrade \| Equipo Kern Pharma \| + 2' 54" \| \| \| 9. \| Jesús Herrada \| Cofidis \| + 3' 01" \| \| \| 10. \| Jakob Fuglsang \| Israel-Premier Tech \| + 3' 04" \| \| |                    |                       |             |
| |                    |                       |             |
| Kilde: ProCyclingStats |                    |                       |             |
| Samlede stilling |                    |                       |             |
| Rytter | Rytter             | Hold                  | Tid         |
| 1. | Alejandro Valverde | Movistar Team         | 12t 35' 55" |
| 2. | Michael Woods      | Israel-Premier Tech   | + 7"        |
| 3. | Mark Padun         | EF Education-EasyPost | + 1' 49"    |
| 4. | Rubén Fernández    | Cofidis               | + 1' 55"    |
| 5. | Iván Sosa          | Movistar Team         | + 1' 57"    |
| 6. | Jon Izagirre       | Cofidis               | + 2' 11"    |
| 7. | Igor Arrieta       | Equipo Kern Pharma    | + 2' 35"    |
| 8. | Urko Berrade       | Equipo Kern Pharma    | + 2' 54"    |
| 9. | Jesús Herrada      | Cofidis               | + 3' 01"    |
| 10. | Jakob Fuglsang     | Israel-Premier Tech   | + 3' 04"    |

### Bjergkonkurrencen
| Bjergkonkurrence | Bjergkonkurrence   | Bjergkonkurrence       | Bjergkonkurrence | Bjergkonkurrence |
| Rytter           | Rytter             | Hold                   | Point            |                  |
| ---------------- | ------------------ | ---------------------- | ---------------- | ---------------- |
| 1.               | Iván Sosa          | Movistar Team          | 20 point         |                  |
| 2.               | Michael Woods      | Israel-Premier Tech    | 13 point         |                  |
| 3.               | Alejandro Valverde | Movistar Team          | 13 point         |                  |
| 4.               | Jon Barrenetxea    | Caja Rural-Seguros RGA | 8 point          |                  |
| 5.               | Simon Geschke      | Cofidis                | 5 point          |                  |
| 6.               | Gorka Izagirre     | Movistar Team          | 4 point          |                  |
| 7.               | Antonio Angulo     | Euskaltel-Euskadi      | 4 point          |                  |
| 8.               | Derek Gee          | Israel-Premier Tech    | 3 point          |                  |
| 9.               | Joaquim Silva      | Efapel Cycling         | 3 point          |                  |
| 10.              | Diego Camargo      | EF Education-EasyPost  | 3 point          |                  |

### Pointkonkurrencen
| Pointkonkurrence | Pointkonkurrence   | Pointkonkurrence      | Pointkonkurrence | Pointkonkurrence |
| Rytter           | Rytter             | Hold                  | Point            |                  |
| ---------------- | ------------------ | --------------------- | ---------------- | ---------------- |
| 1.               | Alejandro Valverde | Movistar Team         | 119 point        |                  |
| 2.               | Michael Woods      | Israel-Premier Tech   | 77 point         |                  |
| 3.               | Antonio Angulo     | Euskaltel-Euskadi     | 77 point         |                  |
| 4.               | Rubén Fernández    | Cofidis               | 56 point         |                  |
| 5.               | Óscar Cabedo       | Burgos-BH             | 49 point         |                  |
| 6.               | Mark Padun         | EF Education-EasyPost | 47 point         |                  |
| 7.               | Iván Sosa          | Movistar Team         | 41 point         |                  |
| 8.               | Jetse Bol          | Burgos-BH             | 37 point         |                  |
| 9.               | Jon Izagirre       | Cofidis               | 34 point         |                  |
| 10.              | Jesús Herrada      | Cofidis               | 30 point         |                  |

### Ungdomskonkurrencen
| Ungdomskonkurrence | Ungdomskonkurrence  | Ungdomskonkurrence     | Ungdomskonkurrence | Ungdomskonkurrence |
| Rytter             | Rytter              | Hold                   | Tid                |                    |
| ------------------ | ------------------- | ---------------------- | ------------------ | ------------------ |
| 1.                 | Igor Arrieta        | Equipo Kern Pharma     | 12t 38' 30"        |                    |
| 2.                 | Filippo Zana        | Bardiani CSF Faizanè   | + 51"              |                    |
| 3.                 | Alex Molenaar       | Burgos-BH              | + 2' 46"           |                    |
| 4.                 | Ibon Ruiz           | Equipo Kern Pharma     | + 9' 49"           |                    |
| 5.                 | Unai Iribar         | Euskaltel-Euskadi      | + 10' 20"          |                    |
| 6.                 | Carlos Canal        | Euskaltel-Euskadi      | + 12' 25"          |                    |
| 7.                 | Jon Barrenetxea     | Caja Rural-Seguros RGA | + 17' 34"          |                    |
| 8.                 | Erik Fetter         | Eolo-Kometa            | + 17' 34"          |                    |
| 9.                 | Savva Novikov       | Equipo Kern Pharma     | + 18' 38"          |                    |
| 10.                | Alessandro Fancellu | Eolo-Kometa            | + 18' 57"          |                    |

### Holdkonkurrencen
| Holdkonkurrence | Holdkonkurrence        | Holdkonkurrence | Holdkonkurrence |
| Hold            | Hold                   | Tid             |                 |
| --------------- | ---------------------- | --------------- | --------------- |
| 1.              | Movistar Team          | 37t 53' 08"     |                 |
| 2.              | Cofidis                | + 1' 22"        |                 |
| 3.              | Israel-Premier Tech    | + 4' 31"        |                 |
| 4.              | Equipo Kern Pharma     | + 7' 33"        |                 |
| 5.              | Caja Rural-Seguros RGA | + 16' 11"       |                 |

## Hold og ryttere
| UCI WorldTeams (4)- Cofidis - EF Education-EasyPost - Israel-Premier Tech - Movistar Team UCI ProTeams (8)- Bardiani-CSF-Faizanè - Burgos-BH - Caja Rural-Seguros RGA - Drone Hopper-Androni Giocattoli - Eolo-Kometa - Equipo Kern Pharma - Euskaltel-Euskadi - Human Powered Health UCI Kontinentalhold (5)- Atum General-Tavira-Maria Nova Hotel - Efapel Cycling - Manuela Fundación Continental - Rádio Popular-Paredes-Boavista - W52-FC Porto |
| |

### Danske ryttere
| Danske ryttere på startlisten |                    |                       |           |
| Rygnummer                     | Rytter             | Hold                  | Placering |
| 24                            | Jakob Fuglsang     | Israel-Premier Tech   | 10        |
| 26                            | Mads Würtz Schmidt | Israel-Premier Tech   | 70        |
| 43                            | Magnus Cort        | EF Education-EasyPost | DNS-3     |

* DNS = stillede ikke til start

### Startliste
| Atum General-Tavira-Maria Nova Hotel ATM | Atum General-Tavira-Maria Nova Hotel ATM | Atum General-Tavira-Maria Nova Hotel ATM |
| ---------------------------------------- | ---------------------------------------- | ---------------------------------------- |
| Nr.                                      | Rytter                                   | Placering                                |
| 1                                        | Alejandro Marque (ESP)                   | 25.                                      |
| 2                                        | Delio Fernández (ESP)                    | 16.                                      |
| 3                                        | Samuel Blanco (ESP)                      | 81.                                      |
| 4                                        | Álvaro Trueba (ESP)                      | 50.                                      |
| 5                                        | David Livramento (POR)                   | DNS-1                                    |
| 6                                        | Carlos Salgueiro (POR)                   | 104.                                     |
| 7                                        | Valter Pereira (POR)                     | 94.                                      |

| Movistar Team MOV | Movistar Team MOV        | Movistar Team MOV |
| ----------------- | ------------------------ | ----------------- |
| Nr.               | Rytter                   | Placering         |
| 11                | Alejandro Valverde (ESP) | 1.                |
| 12                | Gorka Izagirre (ESP)     | 17.               |
| 13                | Jorge Arcas (ESP)        | 83.               |
| 14                | Nelson Oliveira (POR)    | 36.               |
| 15                | José Joaquín Rojas (ESP) | 51.               |
| 16                | Gonzalo Serrano (ESP)    | 39.               |
| 17                | Iván Sosa (COL)          | 5.                |

| Israel-Premier Tech IPT | Israel-Premier Tech IPT             | Israel-Premier Tech IPT |
| ----------------------- | ----------------------------------- | ----------------------- |
| Nr.                     | Rytter                              | Placering               |
| 21                      | Matthias Brändle (AUT)              | 86.                     |
| 22                      | Alessandro De Marchi (ITA)          | 58.                     |
| 23                      | Marco Frigo (ITA)                   | 82.                     |
| 24                      | Jakob Fuglsang (DEN)                | 10.                     |
| 25                      | Derek Gee (CAN)                     | 23.                     |
| 26                      | Mads Würtz Schmidt (DEN) (landevej) | 70.                     |
| 27                      | Michael Woods (CAN)                 | 2.                      |

| Cofidis COF | Cofidis COF                      | Cofidis COF |
| ----------- | -------------------------------- | ----------- |
| Nr.         | Rytter                           | Placering   |
| 31          | Jesús Herrada (ESP)              | 9.          |
| 32          | Jon Izagirre (ESP) (enkeltstart) | 6.          |
| 33          | Rubén Fernández (ESP)            | 4.          |
| 34          | Simon Geschke (GER)              | 27.         |
| 35          | José Herrada (ESP)               | 29.         |
| 37          | Davide Villella (ITA)            | 15.         |

| EF Education-EasyPost EFE | EF Education-EasyPost EFE  | EF Education-EasyPost EFE |
| ------------------------- | -------------------------- | ------------------------- |
| Nr.                       | Rytter                     | Placering                 |
| 41                        | Hugh Carthy (GBR)          | 59.                       |
| 42                        | Diego Camargo (COL)        | 80.                       |
| 43                        | Magnus Cort (DEN)          | DNS-3                     |
| 44                        | Odd Christian Eiking (NOR) | 42.                       |
| 45                        | Lachlan Morton (AUS)       | 109.                      |
| 46                        | Mark Padun (UKR)           | 3.                        |

| Euskaltel-Euskadi EUS | Euskaltel-Euskadi EUS  | Euskaltel-Euskadi EUS |
| --------------------- | ---------------------- | --------------------- |
| Nr.                   | Rytter                 | Placering             |
| 51                    | Carlos Canal (ESP)     | 41.                   |
| 52                    | Asier Etxeberria (ESP) | 85.                   |
| 53                    | Antonio Angulo (ESP)   | 98.                   |
| 54                    | Joan Bou (ESP)         | 60.                   |
| 55                    | Unai Iribar (ESP)      | 37.                   |
| 56                    | Luis Ángel Maté (ESP)  | 26.                   |
| 57                    | Ibai Azurmendi (ESP)   | 52.                   |

| Caja Rural-Seguros RGA CJR | Caja Rural-Seguros RGA CJR     | Caja Rural-Seguros RGA CJR |
| -------------------------- | ------------------------------ | -------------------------- |
| Nr.                        | Rytter                         | Placering                  |
| 61                         | Orluis Aular (VEN)             | 35.                        |
| 62                         | Aritz Bagües (ESP)             | 53.                        |
| 63                         | Fernando Barceló (ESP)         | 19.                        |
| 64                         | Jon Barrenetxea (ESP)          | 56.                        |
| 65                         | Jefferson Alveiro Cepeda (ECU) | 13.                        |
| 66                         | Jhojan García (COL)            | 34.                        |
| 67                         | Calum Johnston (GBR)           | 79.                        |

| Equipo Kern Pharma EKP | Equipo Kern Pharma EKP | Equipo Kern Pharma EKP |
| ---------------------- | ---------------------- | ---------------------- |
| Nr.                    | Rytter                 | Placering              |
| 71                     | Urko Berrade (ESP)     | 8.                     |
| 72                     | Jordi López (ESP)      | 54.                    |
| 73                     | Ibon Ruiz (ESP)        | 33.                    |
| 74                     | Roger Adrià (ESP)      | 22.                    |
| 75                     | Diego López (ESP)      | 66.                    |
| 76                     | Igor Arrieta (ESP)     | 7.                     |
| 77                     | Savva Novikov (RUS)    | 65.                    |

| Burgos-BH BBH | Burgos-BH BBH                  | Burgos-BH BBH |
| ------------- | ------------------------------ | ------------- |
| Nr.           | Rytter                         | Placering     |
| 81            | Alex Molenaar (NED)            | 18.           |
| 82            | Jetse Bol (NED)                | 46.           |
| 83            | Adrià Moreno (ESP)             | 55.           |
| 84            | Ángel Fuentes (ESP)            | 87.           |
| 85            | Juan Antonio López-Cózar (ESP) | 96.           |
| 86            | Óscar Cabedo (ESP)             | 63.           |
| 87            | Victor Langellotti (MON)       | 28.           |

| Bardiani CSF Faizanè BCF | Bardiani CSF Faizanè BCF | Bardiani CSF Faizanè BCF |
| ------------------------ | ------------------------ | ------------------------ |
| Nr.                      | Rytter                   | Placering                |
| 91                       | Omar El Gouzi (ITA)      | 78.                      |
| 92                       | Filippo Fiorelli (ITA)   | 71.                      |
| 93                       | Davide Gabburo (ITA)     | 49.                      |
| 94                       | Alessio Nieri (ITA)      | 101.                     |
| 95                       | Alex Tolio (ITA)         | 90.                      |
| 96                       | Giovanni Visconti (ITA)  | 97.                      |
| 97                       | Filippo Zana (ITA)       | 11.                      |

| Drone Hopper-Androni Giocattoli DRA | Drone Hopper-Androni Giocattoli DRA | Drone Hopper-Androni Giocattoli DRA |
| ----------------------------------- | ----------------------------------- | ----------------------------------- |
| Nr.                                 | Rytter                              | Placering                           |
| 101                                 | Jefferson Alexander Cepeda (ECU)    | 24.                                 |
| 102                                 | Andrij Ponomar (UKR)                | DNF-3                               |
| 103                                 | Simone Ravanelli (ITA)              | 38.                                 |
| 104                                 | Brandon Rojas Vega (COL)            | 95.                                 |
| 105                                 | Eduardo Sepúlveda (ARG)             | 21.                                 |
| 106                                 | Ricardo Zurita (ESP)                | 100.                                |
| 107                                 | Edoardo Zardini (ITA)               | 31.                                 |

| Eolo-Kometa EOK | Eolo-Kometa EOK           | Eolo-Kometa EOK |
| --------------- | ------------------------- | --------------- |
| Nr.             | Rytter                    | Placering       |
| 121             | Erik Fetter (HUN)         | 57.             |
| 122             | Davide Bais (ITA)         | 44.             |
| 123             | Giovanni Lonardi (ITA)    | 84.             |
| 124             | Simone Bevilacqua (ITA)   | 91.             |
| 125             | Samuele Rivi (ITA)        | 32.             |
| 126             | Alessandro Fancellu (ITA) | 67.             |
| 127             | Daniel Viegas (POR)       | 102.            |

| Human Powered Health HPM | Human Powered Health HPM | Human Powered Health HPM |
| ------------------------ | ------------------------ | ------------------------ |
| Nr.                      | Rytter                   | Placering                |
| 131                      | Kristian Aasvold (NOR)   | 75.                      |
| 132                      | Keegan Swirbul (USA)     | 92.                      |
| 133                      | Kyle Murphy (USA)        | 74.                      |
| 134                      | Stephen Bassett (USA)    | 76.                      |
| 135                      | Chad Haga (USA)          | 20.                      |
| 136                      | Ben King (USA)           | 77.                      |

| Rádio Popular-Paredes-Boavista RPB | Rádio Popular-Paredes-Boavista RPB | Rádio Popular-Paredes-Boavista RPB |
| ---------------------------------- | ---------------------------------- | ---------------------------------- |
| Nr.                                | Rytter                             | Placering                          |
| 141                                | Tiago Machado (POR)                | 30.                                |
| 142                                | Daniel Freitas (POR)               | 61.                                |
| 143                                | Luís Felipe Fernandes (POR)        | 68.                                |
| 144                                | César Martingil (POR)              | 103.                               |
| 145                                | Guillermo García Janeiro (ESP)     | 107.                               |
| 146                                | Alberto Gallego (ESP)              | 47.                                |
| 147                                | Pedro Miguel Lopes (POR)           | DNS-3                              |

| Efapel Cycling EFL | Efapel Cycling EFL        | Efapel Cycling EFL |
| ------------------ | ------------------------- | ------------------ |
| Nr.                | Rytter                    | Placering          |
| 151                | Tiago Antunes (POR)       | 14.                |
| 152                | Joaquim Silva (POR)       | 40.                |
| 153                | João Benta (POR)          | 88.                |
| 154                | Fábio Fernandes (POR)     | DNF-1              |
| 155                | Henrique Casimiro (POR)   | 45.                |
| 156                | Francisco Guerreiro (POR) | 105.               |
| 157                | Rafael Silva (POR)        | 72.                |

| Manuela Fundación MAN | Manuela Fundación MAN         | Manuela Fundación MAN |
| --------------------- | ----------------------------- | --------------------- |
| Nr.                   | Rytter                        | Placering             |
| 161                   | Joan Martí Bennassar (ESP)    | 106.                  |
| 162                   | Isaac Cantón (ESP)            | 62.                   |
| 163                   | Eduardo Pérez-Landaluce (ESP) | DNS-3                 |
| 164                   | Franklin Chacón (VEN)         | 99.                   |
| 165                   | Raúl Rota (ESP)               | DNF-1                 |
| 166                   | Daniel Jimenez (ESP)          | 73.                   |
| 167                   | Santiago Mesa (COL)           | 109.                  |

| W52-FC Porto W52 | W52-FC Porto W52            | W52-FC Porto W52 |
| ---------------- | --------------------------- | ---------------- |
| Nr.              | Rytter                      | Placering        |
| 171              | José Gonçalves (POR)        | 64.              |
| 172              | Amaro Antunes (POR)         | 69.              |
| 173              | Guilherme Mota (POR)        | 93.              |
| 174              | Ricardo Vilela (POR)        | 43.              |
| 175              | Rui Vinhas (POR)            | 48.              |
| 176              | Joni Brandão (POR)          | 89.              |
| 177              | José Neves (POR) (landevej) | 12.              |

| Atum General-Tavira-Maria Nova Hotel ATM | Atum General-Tavira-Maria Nova Hotel ATM | Atum General-Tavira-Maria Nova Hotel ATM |
| ---------------------------------------- | ---------------------------------------- | ---------------------------------------- |
| Nr.                                      | Rytter                                   | Placering                                |
| 1                                        | Alejandro Marque (ESP)                   | 25.                                      |
| 2                                        | Delio Fernández (ESP)                    | 16.                                      |
| 3                                        | Samuel Blanco (ESP)                      | 81.                                      |
| 4                                        | Álvaro Trueba (ESP)                      | 50.                                      |
| 5                                        | David Livramento (POR)                   | DNS-1                                    |
| 6                                        | Carlos Salgueiro (POR)                   | 104.                                     |
| 7                                        | Valter Pereira (POR)                     | 94.                                      |

| Movistar Team MOV | Movistar Team MOV        | Movistar Team MOV |
| ----------------- | ------------------------ | ----------------- |
| Nr.               | Rytter                   | Placering         |
| 11                | Alejandro Valverde (ESP) | 1.                |
| 12                | Gorka Izagirre (ESP)     | 17.               |
| 13                | Jorge Arcas (ESP)        | 83.               |
| 14                | Nelson Oliveira (POR)    | 36.               |
| 15                | José Joaquín Rojas (ESP) | 51.               |
| 16                | Gonzalo Serrano (ESP)    | 39.               |
| 17                | Iván Sosa (COL)          | 5.                |

| Israel-Premier Tech IPT | Israel-Premier Tech IPT             | Israel-Premier Tech IPT |
| ----------------------- | ----------------------------------- | ----------------------- |
| Nr.                     | Rytter                              | Placering               |
| 21                      | Matthias Brändle (AUT)              | 86.                     |
| 22                      | Alessandro De Marchi (ITA)          | 58.                     |
| 23                      | Marco Frigo (ITA)                   | 82.                     |
| 24                      | Jakob Fuglsang (DEN)                | 10.                     |
| 25                      | Derek Gee (CAN)                     | 23.                     |
| 26                      | Mads Würtz Schmidt (DEN) (landevej) | 70.                     |
| 27                      | Michael Woods (CAN)                 | 2.                      |

| Cofidis COF | Cofidis COF                      | Cofidis COF |
| ----------- | -------------------------------- | ----------- |
| Nr.         | Rytter                           | Placering   |
| 31          | Jesús Herrada (ESP)              | 9.          |
| 32          | Jon Izagirre (ESP) (enkeltstart) | 6.          |
| 33          | Rubén Fernández (ESP)            | 4.          |
| 34          | Simon Geschke (GER)              | 27.         |
| 35          | José Herrada (ESP)               | 29.         |
| 37          | Davide Villella (ITA)            | 15.         |

| EF Education-EasyPost EFE | EF Education-EasyPost EFE  | EF Education-EasyPost EFE |
| ------------------------- | -------------------------- | ------------------------- |
| Nr.                       | Rytter                     | Placering                 |
| 41                        | Hugh Carthy (GBR)          | 59.                       |
| 42                        | Diego Camargo (COL)        | 80.                       |
| 43                        | Magnus Cort (DEN)          | DNS-3                     |
| 44                        | Odd Christian Eiking (NOR) | 42.                       |
| 45                        | Lachlan Morton (AUS)       | 109.                      |
| 46                        | Mark Padun (UKR)           | 3.                        |

| Euskaltel-Euskadi EUS | Euskaltel-Euskadi EUS  | Euskaltel-Euskadi EUS |
| --------------------- | ---------------------- | --------------------- |
| Nr.                   | Rytter                 | Placering             |
| 51                    | Carlos Canal (ESP)     | 41.                   |
| 52                    | Asier Etxeberria (ESP) | 85.                   |
| 53                    | Antonio Angulo (ESP)   | 98.                   |
| 54                    | Joan Bou (ESP)         | 60.                   |
| 55                    | Unai Iribar (ESP)      | 37.                   |
| 56                    | Luis Ángel Maté (ESP)  | 26.                   |
| 57                    | Ibai Azurmendi (ESP)   | 52.                   |

| Caja Rural-Seguros RGA CJR | Caja Rural-Seguros RGA CJR     | Caja Rural-Seguros RGA CJR |
| -------------------------- | ------------------------------ | -------------------------- |
| Nr.                        | Rytter                         | Placering                  |
| 61                         | Orluis Aular (VEN)             | 35.                        |
| 62                         | Aritz Bagües (ESP)             | 53.                        |
| 63                         | Fernando Barceló (ESP)         | 19.                        |
| 64                         | Jon Barrenetxea (ESP)          | 56.                        |
| 65                         | Jefferson Alveiro Cepeda (ECU) | 13.                        |
| 66                         | Jhojan García (COL)            | 34.                        |
| 67                         | Calum Johnston (GBR)           | 79.                        |

| Equipo Kern Pharma EKP | Equipo Kern Pharma EKP | Equipo Kern Pharma EKP |
| ---------------------- | ---------------------- | ---------------------- |
| Nr.                    | Rytter                 | Placering              |
| 71                     | Urko Berrade (ESP)     | 8.                     |
| 72                     | Jordi López (ESP)      | 54.                    |
| 73                     | Ibon Ruiz (ESP)        | 33.                    |
| 74                     | Roger Adrià (ESP)      | 22.                    |
| 75                     | Diego López (ESP)      | 66.                    |
| 76                     | Igor Arrieta (ESP)     | 7.                     |
| 77                     | Savva Novikov (RUS)    | 65.                    |

| Burgos-BH BBH | Burgos-BH BBH                  | Burgos-BH BBH |
| ------------- | ------------------------------ | ------------- |
| Nr.           | Rytter                         | Placering     |
| 81            | Alex Molenaar (NED)            | 18.           |
| 82            | Jetse Bol (NED)                | 46.           |
| 83            | Adrià Moreno (ESP)             | 55.           |
| 84            | Ángel Fuentes (ESP)            | 87.           |
| 85            | Juan Antonio López-Cózar (ESP) | 96.           |
| 86            | Óscar Cabedo (ESP)             | 63.           |
| 87            | Victor Langellotti (MON)       | 28.           |

| Bardiani CSF Faizanè BCF | Bardiani CSF Faizanè BCF | Bardiani CSF Faizanè BCF |
| ------------------------ | ------------------------ | ------------------------ |
| Nr.                      | Rytter                   | Placering                |
| 91                       | Omar El Gouzi (ITA)      | 78.                      |
| 92                       | Filippo Fiorelli (ITA)   | 71.                      |
| 93                       | Davide Gabburo (ITA)     | 49.                      |
| 94                       | Alessio Nieri (ITA)      | 101.                     |
| 95                       | Alex Tolio (ITA)         | 90.                      |
| 96                       | Giovanni Visconti (ITA)  | 97.                      |
| 97                       | Filippo Zana (ITA)       | 11.                      |

| Drone Hopper-Androni Giocattoli DRA | Drone Hopper-Androni Giocattoli DRA | Drone Hopper-Androni Giocattoli DRA |
| ----------------------------------- | ----------------------------------- | ----------------------------------- |
| Nr.                                 | Rytter                              | Placering                           |
| 101                                 | Jefferson Alexander Cepeda (ECU)    | 24.                                 |
| 102                                 | Andrij Ponomar (UKR)                | DNF-3                               |
| 103                                 | Simone Ravanelli (ITA)              | 38.                                 |
| 104                                 | Brandon Rojas Vega (COL)            | 95.                                 |
| 105                                 | Eduardo Sepúlveda (ARG)             | 21.                                 |
| 106                                 | Ricardo Zurita (ESP)                | 100.                                |
| 107                                 | Edoardo Zardini (ITA)               | 31.                                 |

| Eolo-Kometa EOK | Eolo-Kometa EOK           | Eolo-Kometa EOK |
| --------------- | ------------------------- | --------------- |
| Nr.             | Rytter                    | Placering       |
| 121             | Erik Fetter (HUN)         | 57.             |
| 122             | Davide Bais (ITA)         | 44.             |
| 123             | Giovanni Lonardi (ITA)    | 84.             |
| 124             | Simone Bevilacqua (ITA)   | 91.             |
| 125             | Samuele Rivi (ITA)        | 32.             |
| 126             | Alessandro Fancellu (ITA) | 67.             |
| 127             | Daniel Viegas (POR)       | 102.            |

| Human Powered Health HPM | Human Powered Health HPM | Human Powered Health HPM |
| ------------------------ | ------------------------ | ------------------------ |
| Nr.                      | Rytter                   | Placering                |
| 131                      | Kristian Aasvold (NOR)   | 75.                      |
| 132                      | Keegan Swirbul (USA)     | 92.                      |
| 133                      | Kyle Murphy (USA)        | 74.                      |
| 134                      | Stephen Bassett (USA)    | 76.                      |
| 135                      | Chad Haga (USA)          | 20.                      |
| 136                      | Ben King (USA)           | 77.                      |

| Rádio Popular-Paredes-Boavista RPB | Rádio Popular-Paredes-Boavista RPB | Rádio Popular-Paredes-Boavista RPB |
| ---------------------------------- | ---------------------------------- | ---------------------------------- |
| Nr.                                | Rytter                             | Placering                          |
| 141                                | Tiago Machado (POR)                | 30.                                |
| 142                                | Daniel Freitas (POR)               | 61.                                |
| 143                                | Luís Felipe Fernandes (POR)        | 68.                                |
| 144                                | César Martingil (POR)              | 103.                               |
| 145                                | Guillermo García Janeiro (ESP)     | 107.                               |
| 146                                | Alberto Gallego (ESP)              | 47.                                |
| 147                                | Pedro Miguel Lopes (POR)           | DNS-3                              |

| Efapel Cycling EFL | Efapel Cycling EFL        | Efapel Cycling EFL |
| ------------------ | ------------------------- | ------------------ |
| Nr.                | Rytter                    | Placering          |
| 151                | Tiago Antunes (POR)       | 14.                |
| 152                | Joaquim Silva (POR)       | 40.                |
| 153                | João Benta (POR)          | 88.                |
| 154                | Fábio Fernandes (POR)     | DNF-1              |
| 155                | Henrique Casimiro (POR)   | 45.                |
| 156                | Francisco Guerreiro (POR) | 105.               |
| 157                | Rafael Silva (POR)        | 72.                |

| Manuela Fundación MAN | Manuela Fundación MAN         | Manuela Fundación MAN |
| --------------------- | ----------------------------- | --------------------- |
| Nr.                   | Rytter                        | Placering             |
| 161                   | Joan Martí Bennassar (ESP)    | 106.                  |
| 162                   | Isaac Cantón (ESP)            | 62.                   |
| 163                   | Eduardo Pérez-Landaluce (ESP) | DNS-3                 |
| 164                   | Franklin Chacón (VEN)         | 99.                   |
| 165                   | Raúl Rota (ESP)               | DNF-1                 |
| 166                   | Daniel Jimenez (ESP)          | 73.                   |
| 167                   | Santiago Mesa (COL)           | 109.                  |

| W52-FC Porto W52 | W52-FC Porto W52            | W52-FC Porto W52 |
| ---------------- | --------------------------- | ---------------- |
| Nr.              | Rytter                      | Placering        |
| 171              | José Gonçalves (POR)        | 64.              |
| 172              | Amaro Antunes (POR)         | 69.              |
| 173              | Guilherme Mota (POR)        | 93.              |
| 174              | Ricardo Vilela (POR)        | 43.              |
| 175              | Rui Vinhas (POR)            | 48.              |
| 176              | Joni Brandão (POR)          | 89.              |
| 177              | José Neves (POR) (landevej) | 12.              |